# Manu Van Hecke

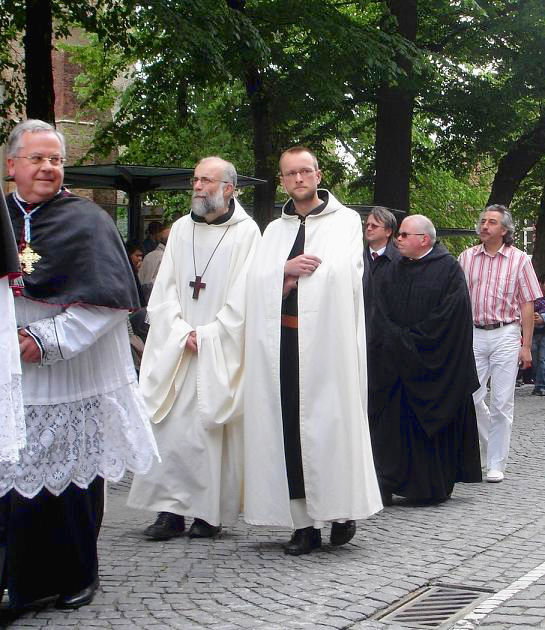
Abt Manu Van Hecke (tweede van links) tijdens de Heilige Bloedprocessie in 2007.

Manu Van Hecke O.C.S.O (Sint-Laureins, 11 september 1951) is de abt van de Sint-Sixtusabdij van Westvleteren.

## Levensloop
Van Hecke studeerde filosofie en theologie in Kortrijk, Leuven en Brugge. Hij was gedurende enkele jaren godsdienstleraar. In 1981 werd hij monnik in de Sint-Sixtusabdij. In 1990 werd hij tot priester gewijd en in 1996 verkozen tot zevende abt en ingezegend door bisschop Roger Vangheluwe. Als hoofd van een 'exempte abdij' draagt hij de titel van gemijterde abt en bij plechtigheden kan hij, als hij het wil, optreden met mijter en kromstaf. Hij draagt ook een ambtsring en een borstkruis.
De abt draagt de eindverantwoordelijkheid voor de abdij, inclusief de productie van het bekende bier. Met oog op een minimale verstoring van het monastieke leven besloot abt Gerardus Deleye in 1946 het brouwen en commercialiseren in licentie over te laten aan een lokale brouwer. In 1992 werd beslist zelf opnieuw binnen de abdij te brouwen, weliswaar met een capaciteit van maximaal 4.800 hectoliter per jaar. Bij de verkiezing tot beste bier van de wereld in 2005 door Michael Jackson, handhaafde Van Hecke deze beslissing, ondanks de toenemende vraag naar bier van Westvleteren. Bij het ontwerp van de verbouwingen in 2007 werd niet geopteerd voor uitbreiding van de bierproductie. Om de trappisten minder te storen, liet de abt een infocentrum bouwen. We hebben gezocht naar een eigentijdse manier om de bezoeker te ontvangen, een vorm van gastvrijheid die toelaat dat de broeders niet weggetrokken worden uit het leven waartoe ze geroepen zijn.
In 2008 werden aanzienlijke verbouwingen aangevat, ingevolge scheuren en verzakkingen van gedeelten van de abdijgebouwen. De abdijkerk bleef behouden en ingericht als bibliotheek en eetzaal. In het kloostervierkant kwamen alle overige vertrekken: kapittelzaal, scriptorium, noviciaat, gemeenschapsruimte, kantoren, ziekenboeg. Op de verdieping werden de kamers van de monniken voorzien en in de kelders de werkplaatsen. Tijdens de verbouwingen organiseerde Van Hecke de tentoonstelling de Kruisweg van de Stilte waarbij twaalf schilderijen uit 1979 van Armand Demeulemeester (1926-2002) voor een ruimer publiek te zien waren. De abt schetste de betekenis van de naam van het werk als volgt: Die naam is er eigenlijk gekomen omdat Trappistenkloosters oorden waren van stilte. Dat is nog de betrachting maar ik denk dat er een diepere betekenis is dat lijden mensen tot stilte brengt. De werken reisden door Vlaanderen waarbij de tentoonstelling werd geopend in de Sint-Salvatorskathedraal door toenmalig Belgisch premier Herman Van Rompuy. Onder meer Peter Schmidt, Manu Van Hecke, Hilde Mechiels-Van Erp en Willem Vermandere leverden bijdragen voor de catalogus met als titel "De kruisweg van de stilte: eigen-zinnig / Werk van Armand Demeulemeester." Als sponsoring voor de verbouwingswerken werd in 2009 een cd uitgebracht met gregoriaanse zang. Einde april 2010 verleende hij de afgetreden bisschop Roger Vangheluwe onderdak in zijn abdij. Op 11 september 2010 verliet de voormalige bisschop zijn voorlopig schuiloord.
- Gemeinsame Normdatei: 1024102173
- Virtual International Authority File: 255681825
- WorldCat: E39PBJjT3hP9WDKFpqRr4CTyh3